# Panicum habrothrix
Panicum habrothrix är en gräsart som beskrevs av Stephen Andrew Renvoize. Panicum habrothrix ingår i släktet vipphirser, och familjen gräs. Inga underarter finns listade i Catalogue of Life.